# Coxeter-Dynkin-diagram

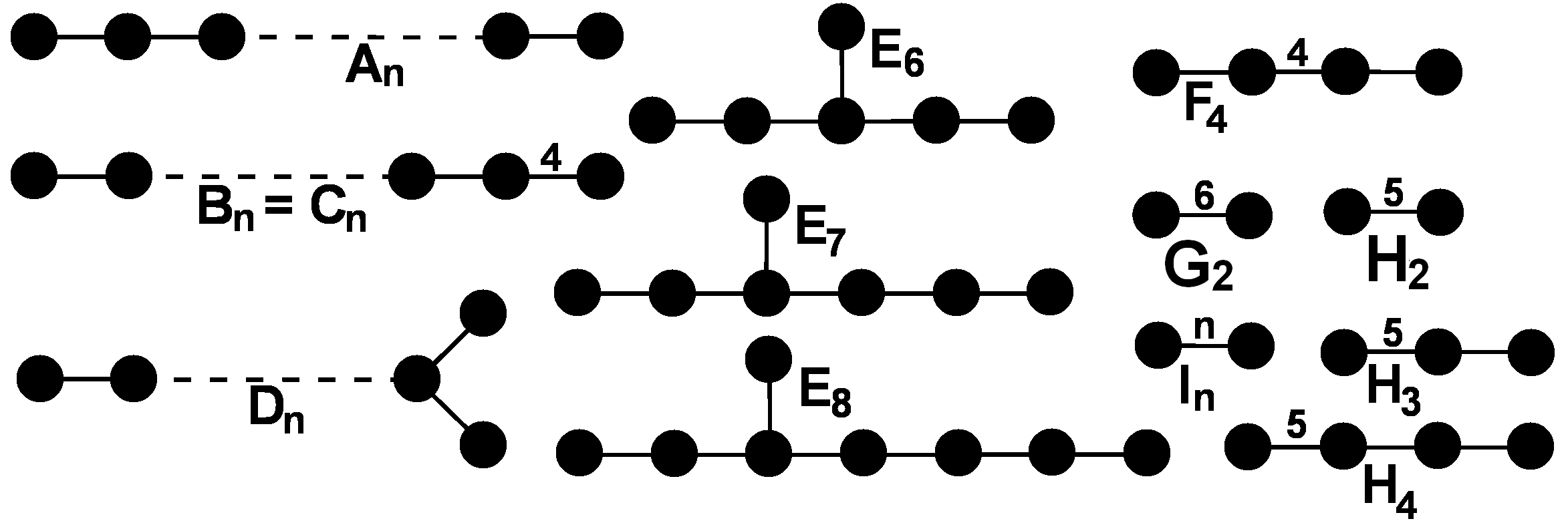
Coxeter–Dynkin-diagrammen voor de fundamentele eindige Coxeter-groepen

In de meetkunde, een deelgebied van de wiskunde, is een Coxeter-Dynkin-diagram (ook Coxeter-diagram of Coxeter-grafiek) een graaf met genummerde zijden die de ruimtelijke relaties tussen een verzameling van spiegels (of reflecterende hypervlakken) weergeven. 
Een Coxeter-Dynkin-diagram beschrijft een caleidoscopische constructie: elke "knooppunt" in de grafiek staat voor een spiegel (domein facet) en het label op elke tak codeert voor de orde van de tweevlakshoek tussen twee spiegels (op een domein zijde. Een ongelabelde tak vertegenwoordigt impliciet orde 3.
Elk diagram staat voor een Coxeter-groep. Coxeter-groepen worden geclassificeerd door hun geassocieerde diagrammen.